# Uytenbogaardtit
Uytenbogaardtit ist ein selten vorkommendes Mineral aus der Mineralklasse der „Sulfide und Sulfosalze“. Es kristallisiert im tetragonalen Kristallsystem mit der chemischen Zusammensetzung Ag3AuS2 und ist damit ein Silber-Gold-Sulfid.
Uytenbogaardtit ist undurchsichtig und konnte bisher nur in Form mikrokristalliner, metallisch glänzender Einschlüsse unter anderem in Akanthit entdeckt werden. Die genaue Mineralfarbe konnte bisher nicht ermittelt werden, unter dem Auflichtmikroskop erscheint das Mineral in polierten Sektionen allerdings grauweiß.

## Etymologie und Geschichte
Erstmals beschrieben wurde Uytenbogaardtit 1978 durch M. D. Barton, C. Kieft, E. A. J. Burke und I. D. Oen, die das Mineral nach dem niederländischen Professor der Geologie an der Technischen Universität von Delft Willem Uytenbogaardt (1918–2012) benannten.
Entdeckt wurde das Mineral erstmals bei Tambang Sawah im Regierungsbezirk Rejang Lebong in der Provinz Bengkulu auf der indonesischen Insel Sumatra, in der Erzlagerstätte Comstock Lode im Storey County des US-Bundesstaates Nevada sowie am Schlangenberg nahe der Ortschaft Smeinogorsk in der Region Altai (südliches Westsibirien) in Russland. Alle drei Fundorte gelten daher als Typlokalität für Uytenbogaardtit.
Typmaterial des Minerals wird im Institut der Geowissenschaften der Freien Universität Amsterdam und der Universität von Amsterdam in den Niederlanden sowie im National Museum of Natural History in Washington D.C. in den USA (Katalog-Nr. 105328, B239) aufbewahrt.

## Klassifikation
In der veralteten 8. Auflage der Mineralsystematik nach Strunz war der Uytenbogaardtit noch nicht aufgeführt.
In der zuletzt 2018 überarbeiteten Lapis-Systematik nach Stefan Weiß, die formal auf der alten Systematik von Karl Hugo Strunz in der 8. Auflage basiert, erhielt das Mineral die System- und Mineralnummer II/B.07-020. Dies entspricht der Klasse der „Sulfide und Sulfosalze“ und dort der Abteilung „Sulfide, Selenide und Telluride mit dem Stoffmengenverhältnis Metall : S,Se,Te > 1 : 1“, wo Uytenbogaardtit zusammen mit Criddleit, Fischesserit, Kurilit, Muthmannit, Penzhinit, Petrovskait und Petzit eine unbenannte Gruppe mit der Systemnummer II/B.07 bildet.
Die von der International Mineralogical Association (IMA) zuletzt 2009 aktualisierte 9. Auflage der Strunz’schen Mineralsystematik ordnet den Uytenbogaardtit in die Klasse der „Sulfide und Sulfosalze (Sulfide, Selenide, Telluride, Arsenide, Antimonide, Bismutide, Sulfarsenide, Sulfantimonide, Sulfbismutide)“ und dort in die Abteilung „Metallsulfide, M : S > 1 : 1 (hauptsächlich 2 : 1)“ ein. Hier ist das Mineral in der Unterabteilung „mit Kupfer (Cu), Silber (Ag), Gold (Au)“ zu finden, wo es als einziges Mitglied eine unbenannte Gruppe mit der Systemnummer 2.BA.40b bildet.
In der vorwiegend im englischen Sprachraum gebräuchlichen Systematik der Minerale nach Dana hat Uytenbogaardtit die System- und Mineralnummer 02.04.03.01. Das entspricht der Klasse der „Sulfide und Sulfosalze“ und dort der Abteilung „Sulfidminerale“. Hier findet er sich innerhalb der Unterabteilung „Sulfide – einschließlich Seleniden und Telluriden – mit der Zusammensetzung AmBnXp, mit (m+n):p=2:1“ in der „Uytenbogaardtitgruppe“, in der auch Fischesserit und Petzit eingeordnet sind.

## Bildung und Fundorte

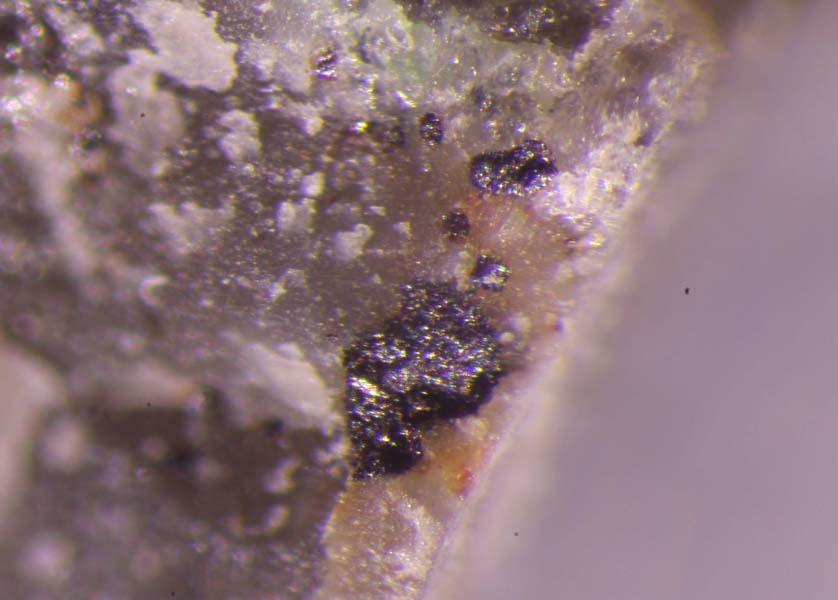
Uytenbogaardtit aus der New Bullfrog Mine, Nevada, USA

Uytenbogaardtit bildet sich in niedriggradigen hydrothermalen Gold-Silber-Quarz-Adern, wo er meist in Paragenese mit Akanthit, Chlorargyrit, verschiedenen Gold-Silber-Legierungen (Elektrum) und Naumannit auftritt.
Als seltene Mineralbildung konnte Uytenbogaardtit nur an wenigen Fundorten nachgewiesen werden, wobei bisher (Stand 2014) etwa 35 Fundorte bekannt sind.
In Indonesien fand man das Mineral außer an seiner Typlokalität Tambang Sawah auf Sumatra noch in der Cirotan-Mine bei Cikotok und in der Gunung-Pongkor-Mine bei Bogor auf der Insel Java.
In Russland trat Uytenbogaardtit außer an seiner Typlokalität Schlangenberg bei Smeinogorsk in Westsibirien noch in der Lagerstätte Khopto in der ostsibirischen Republik Tuwa, in der Lagerstätte Kupol im Autonomen Kreis der Tschuktschen im Föderationskreis Ferner Osten und in der Kupfer-Zink-Lagerstätte Gayskoe (Gayskoye, Gaiskoye) nahe der Stadt Gai (Gay) in der Oblast Orenburg (Ural) auf.
Im US-Bundesstaat Nevada konnte das Mineral außer an seiner Typlokalität Comstock Lode im Storey County noch in der Dean-Mine (Cumberland-Mine) bei Lewis im Lander County sowie an verschiedenen Fundpunkten im Bullfrog District, den Bullfrog Hills und im Tolicha District im Nye County entdeckt werden.
Weitere Fundorte liegen unter anderem in Argentinien, Bolivien, China, Malaysia, Neuseeland, Peru, Rumänien, der Slowakei sowie in den US-Bundesstaaten Arizona, Colorado und Kalifornien.

## Kristallstruktur
Uytenbogaardtit kristallisiert tetragonal in der Raumgruppe P4122 (Raumgruppen-Nr. 91) oder P41 (Nr. 76) mit den Gitterparametern a = 9,68 Å und c = 9,81 Å sowie 8 Formeleinheiten pro Elementarzelle.